# Wang Huiqin
Wang Huiqin (kitajsko: 王惠琴; pinjin: Wāng Huìqín), kitajsko-slovenska slikarka, kaligrafka, ilustratorka in avtorica knjig, * 21. oktober 1955, Nantong, provinca Džjangsu, Ljudska republika Kitajska.

### Življenje in delo
Odraščala je na Kitajskem v času kulturne revolucije. Že v mladosti je rada sama ustvarjala na svoj način. Po končani srednji pedagoški šoli v Nantongu leta 1973 je poučevala umetnost na 15. srednji šoli v Nantongu. Leta 1977 se je odprla možnost polaganja sprejemnih izpitov za vpis na univerze. Odločila se je za študij umetnosti, ki ji ostaja v celoti predana. Od leta 1983 živi in ustvarja v Ljubljani. Poročena je s slovenskim sinologom Mitjo Sajetom. 
Na Akademiji za likovno umetnost univerze v Nankingu je leta 1982 zaključila študij kitajskega slikarstva, oljnega slikarstva in kaligrafije. Študij je nadaljevala na specialki Akademije za likovno umetnost Univerze v Ljubljani, kjer je leta 1986 pri prof. Zvestu Apolloniu končala grafično specialko in leta 1989 pri prof. Emeriku Bernardu magistrirala iz slikarstva. Leta 1991 se je študijsko izpopolnjevala na Inštitutu za likovno umetnost Minerva v Groeningenu na Nizozemskem pri Martinu Tissingu in Wimu Junkmannu.  
Wang Huiqin se je ob stiku s sodobno zahodno umetnostjo razvila v vsestransko umetnico, ki klasične slikarske tehnike prepleta z najrazličnejšimi novimi izraznimi tehnikami v raznoliko vizualno izražanje sestavljeno iz slikarstva, kaligrafije, grafike, ilustracije, fotografije, videa, računalniške umetnosti, instalacije, performansa, plesa in pisanja. V svojih delih obravnava razmerje med Vzhodom in Zahodom, med preteklostjo in sedanjostjo. V njih se odraža njena osebna izkušnja vzhodne in zahodne kulture in želja po preseganju meja med njima.    
Ilustrira knjige, predvsem na temo daljnega vzhoda in je avtorica izvirnih slikanic o evropskih zgodovinskih osebah, ki so dlje časa živele na Kitajskem dvoru.    
Pri svojih večjih projektih rada sodeluje z umetniki različnih profilov. Odmevni projekti: Izza sanj (v sodelovanju s Tomažem Lundrom, 2004), Smeti ali ne smeti (May or may not, na temo Mao Dzedung in Tito, 2010-2011), Vzhod sreča zahod (v sodelovanju z Markom Mandičem, 2012)... Njen trenutno najobsežnejši večletni in večstranski projekt je posvečen Ferdinandu Avguštinu Hallersteinu s kitajskim imenom Lju Songling (od 2008 ).    
Redno samostojno razstavlja in sodeluje na številnih skupinskih razstavah tako v Sloveniji (Jugoslaviji) in Evropi kot na Kitajskem. Piše tudi strokovne članke o likovni umetnosti za kitajske revije in prevaja slovenske tekste v kitajščino.   
Wang Huiqin je neumorna povezovalka kitajske in slovenske kulture ter organizatorka predstavitev slovenske umetnosti na Kitajskem in obratno. 
Sodeluje na Oddelku za azijske študije Filozofske Fakultete v Ljubljani, poučuje kitajsko umetnost in kaligrafijo na Akademiji za likovno umetnost in oblikovanje in na Pedagoški fakulteti Univerze v Ljubljani. Od leta 2000 ima naziv docentke. Nima več kitajskega državljanstva. 

### Knjižne ilustracije, knjige
- Jack London: Klic divjine, ČZP Kmečki glas, Ljubljana 1986

- Brokatna podoba, Pravljice kitajskih manjšin, Mladinska knjiga, zbirka Zlata ptica, Ljubljana 1991 - Levstikova nagrada
- Alenka Auersperger: Kitajski zapiski, Dolenjska založba, Novo mesto 1994

- Pripovedke s strehe sveta, Tibetanske pripovedke, Mladinska kniga, Ljubljana, 1995

- Najlepša pahljača, Japonske pravljice, Mladinska knjiga, Ljubljana, 1996

- Franci Koncilija: Zasledovani spomini, Dolenjska založba, Novo mesto, 1998

- Kaligrafija kot umetnost, scripta, Beletrina, 2010

- Izvirna slikanica Hallerstein: Slovenec v Prepovedanem mestu, Mladinska knjiga, 2014 - nagrada Kristine Brenkove

- Izvirna slikanica Giuseppe Castiglione: Slikar v Prepovedanem mestu, Jezero: Morfemplus, 2015

- Izvirna slikanica Jaz, Marco Polo, Mladinska knjiga, 2018

### Izbrane samostojne razstave
| - Galerija Šivčeva hiša, Radovljica, 1984 - Mestna galerija Niš, Jugoslavija, 1986 - Umetnostna galerija province Jiangsu, Nanjing, Kitajska, 1992 - Dolenjski muzej Novo mesto, 1992 - Trk dveh svetov, Galerija ZDSLU, Ljubljana, 1993 - Galerija XXOY, Bruselj, Belgija, 1995 - Galerija TR3, Ljubljana, Slovenija, 1997 - Svitki 1990-1997, Likovno razstavišče Domžale, 1997 - Galerija Loža, Koper, 1998 - Podobe iz višin (skupaj z Živkom Marušičem), Sonhos Efemeros, Palacio Foz Lisboa, Portugalska, 1999 - Izza sanj (skupaj s Tomažem Lundrom), Umetnostni center Shenhua Nanjing, Kitajska, 2004 | - Napihljiva bitja, Cankarjev dom, Ljubljana, Slovenija, 2006 - Skupaj (skupaj z Zoro Stančič), Galerija A+A, Benetke, Italija, 2006 - Živa kaligrafija (z gostom buto plesalcem Daisuke Sakaki-jem), Kibla, Maribor, Slovenija, 2007 - Nadčasovni prenos, Arhiv mesta Shanghai, Kitajska in Slovenski etnografski muzej, Ljubljana, 2008 - Znanost se sreča z umetnostjo - Hallerstein, Galerija Ge Yi, Nantong, Kitajska, 2009 - Prepletena pot, Mestna galerija Ljubljana, Slovenija, 2010 - Vse je mogoče, The White Box Gallery Beijing, Kitajska, 2011 - Nemogoče je mogoče (z gostom igralcem Markom Mandičem), Galerija Equrna, Ljubljana, Slovenija, 2012 - Ikone socializme (skupaj z Metodom Frlicem), Galerija Alkatraz, Ljubljana, Slovenija, 2013 - Hallerstein, Slovenec v Prepovedanem mestu, Slovenski etnografski muzej, Ljubljana, Slovenija, 2014 - Hallerstein in Svilna pot, OZN, Dunaj, Avstrija, 2017 |

### Nagrade in priznanja
- Odkupna nagrada na Ex tempore v Piranu, 1986

- Priznanje na 5. mednarodnem grafičnem bienalu, Biella, Italija, 1989

- Prva nagrada na Ex-tempore v Škofji Loki, 1989 in 1990

- Nagrada na Ex-tempore v Šmartnem, 1990

- Odkupna nagrada na Ex- tempore v Piranu, 1990

- Levstikova nagrada za ilustracijo, Ljubljana, 1991

- Priznanje Hinka Smrekarja za ilustracijo, Ljubljana, 1993

- Jocova spominska plaketa, Pokljuka, 1995

- Srebrna nagrada Lipov list, Pokljuka, 1996

- Odkupna nagrada na Ex tempore v Piranu, 1996

- Guest Star – Slovenia Times – tuja kulturna osebnost leta 2005

- Nagrada na Ex-tempore v Piranu, 2005 in 2008

- Nagrada Kristine Brenkove, Ljubljana, 2014

- Priznanje Zlata hruška, Ljubljana, 2015